# Abyssoanthus
Abyssoanthus es un género de cnidarios de la familia Abyssoanthidae. Contiene las siguientes especies:
- Abyssoanthus convallis
- Abyssoanthus nankaiensis